# Monaster św. Mikołaja w La Dalmerie
Monaster św. Mikołaja – prawosławny męski klasztor w La Dalmiere; jeden z pięciu monasterów Greckiej Metropolii Francji.
Monaster działa od 1965 w osadzie La Dalmerie. Jego obecnym zwierzchnikiem jest igumen Benedykt. Reguła monasteru w La Dalmerie stanowi połączenie zasad życia monastycznego opracowanych przez św. Bazylego i Teodora Studytę na Wschodzie z tradycjami monastycyzmu zachodniego (reguła św. Benedykta). Główną świątynią monasteru jest cerkiew Zaśnięcia Matki Bożej, wzniesiona w stylu greckim i ukończona w 1995. 